# Hrabstwo Leflore
Hrabstwo Leflore (ang. Leflore County) – hrabstwo w stanie Missisipi w Stanach Zjednoczonych. Obszar całkowity hrabstwa obejmuje powierzchnię 606,35 mil² (1570,44 km²). Według szacunków United States Census Bureau w roku 2009 miało 34 563 mieszkańców.
Hrabstwo powstało w 1871 roku.

## Miejscowości
- Greenwood
- Itta Bena
- Morgan City
- Schlater
- Sidon[4]

| Populacja hrabstwa w poprzednich latach | Populacja hrabstwa w poprzednich latach |
| Rok                                     | Liczba ludności                         |
| --------------------------------------- | --------------------------------------- |
| 1980                                    | 41 550                                  |
| 1990                                    | 37 341                                  |
| 2000                                    | 37 947                                  |
| 2005                                    | 36 431                                  |